# Großer Preis von Frankreich 1995
Der Große Preis von Frankreich 1995 (offiziell LXXXI Grand Prix de France) fand am 2. Juli auf dem Circuit de Nevers Magny-Cours in Magny-Cours statt und war das siebte Rennen der Formel-1-Weltmeisterschaft 1995.

## Berichte

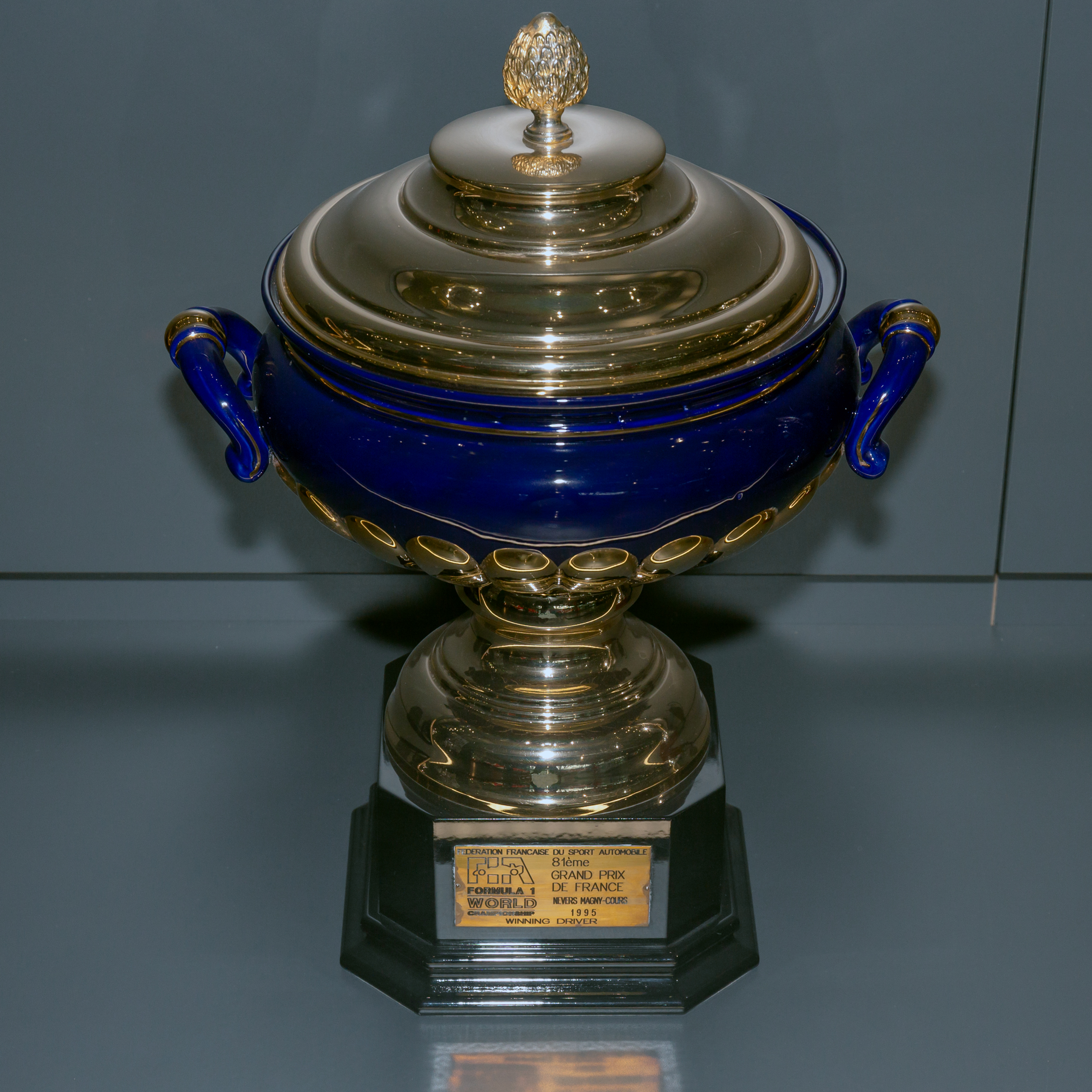
Die Siegertrophäe des Rennens

### Hintergründe
Nach dem Großen Preis von Kanada führte Michael Schumacher in der Fahrerwertung mit sieben Punkten vor Damon Hill und mit 12 Punkten vor Jean Alesi. In der Konstrukteurswertung führte Ferrari mit drei Punkten vor Benetton-Renault und mit neun Punkten vor Williams-Renault.
Mit Schumacher (einmal) trat ein ehemaliger Sieger zu diesem Grand Prix an.

### Training
Vor dem Rennen fanden zwei Trainingseinheiten statt: Die erste am Freitagmorgen und die zweite am Samstagmorgen.
Das erste freie Training gewann Schumacher mit einer Zeit von 1:19,535 Minuten vor Olivier Panis und David Coulthard.
Im zweiten freien Training war dann Hill mit einer Zeit von 1:18,561 Minuten der Schnellste vor Coulthard und Panis.

### Qualifying
Das Qualifying fand in zwei Abschnitten statt, die jeweils beste Zeit entschied über die Startposition.
Im ersten Qualifyingsegment (Q1) war Hill mit einer Zeit von 1:18,566 Minuten der Schnellste. Im zweiten Qualifyingsegment (Q2) fuhr Hill erneut die Bestzeit mit 1:17,225 Minuten und konnte sich somit die Pole-Position sichern.

### Warm-Up
Die Fahrer gingen am Sonntagmorgen zu einem 30-minütigen Warm-up auf die Strecke. Alesi war Schnellster vor Coulthard und Rubens Barrichello.

### Rennen
Beim Start behielt Hill die Führung vor Schumacher, Barrichello, Coulthard und Panis. Johnny Herbert fuhr in der ersten Runde vom zehnten auf den sechsten Platz vor, während Alesi einen schlechten Start hatte und vom vierten auf den siebten Platz fiel. Pedro Diniz drehte sich weiter hinten und schied aus, ebenso wie die Japaner Taki Inoue und Ukyō Katayama, die kollidierten. In der 2. Runde versuchte Alesi, Herbert an der Haarnadelkurve anzugreifen, berührte jedoch den Benetton-Fahrer, der sich schließlich drehte und aufgeben musste. Martin Brundle nutzte dies aus und rückte vor den beiden Ferrari auf den sechsten Platz vor.
Barrichello und Panis, die auf den Plätzen drei und fünf lagen, wurden mit einer 10-Sekunden-Stop-and-Go-Strafe wegen Frühstarts bestraft, so dass Coulthard auf den dritten Platz vor Brundle und den beiden Ferrari vorrückte, die in die Punkteränge kamen. Barrichello und Panis kehrten als Neunter und Zehnter auf die Strecke zurück, hinter Mika Häkkinen und Eddie Irvine. Hill und Schumacher hatten derweil nach 18 Runden bereits einen Vorsprung von 10 Sekunden auf den Dritten, Coulthard. Schumacher ging in Runde 18 an die Box und hatte im Anschluss freie Bahn, um Hill einzuholen, der hinter den überrundeten Fahrern feststeckte. Als Hill in Runde 20 anhielt, lag er deutlich hinter dem Weltmeister, der 8 Sekunden vor dem Engländer führte. Nach dem Boxenstopp führte Schumacher demnach vor Hill, Dritter war Brundle, der Coulthard an der Box überholte. Alesi und Barrichello schlossen die Punkteränge ab, gefolgt von Irvine, Häkkinen, Panis und Heinz-Harald Frentzen. Berger fiel auf den 16. Platz zurück, da sein Boxenstopp aufgrund eines Problems mit dem Tankeinfüllstutzen 54 Sekunden dauerte. Schumacher baute unterdessen seinen Vorsprung auf Hill aus, der zur Rennmitte bei 14 Sekunden lag.
Kurz vor der zweiten Tankfüllung regnete es ein paar Tropfen, doch an der Box wechselten alle Fahrer wieder auf Slicks. Trotz eines Problems vorne rechts blieb Schumacher mit einem beruhigenden Vorsprung vor Hill an der Spitze, gefolgt von Brundle, Coulthard, Alesi und Barrichello. Häkkinen und Panis lagen nun auf den Plätzen sieben und acht vor Irvine, der beim zweiten Stopp seinen Motor abwürgte und mehrere Sekunden verlor und Frentzen. Berger war inzwischen auf Platz 12 vorgerückt, doch sein Rennen war gelaufen.
Brundle stoppte 16 Runden vor Schluss zum dritten Mal, lag 7 Sekunden hinter Coulthard und machte sich auf die Verfolgung. Der Ligier-Fahrer erreichte den Auspuff des Schotten, schaffte es jedoch nicht, ihn auf der kurvigen französischen Strecke anzugreifen. Das Rennen endete somit mit Schumachers viertem Saisonsieg, dem 14. seiner Karriere. Die beiden Williams-Autos belegten die Plätze zwei und drei, Brundle, Alesi und Barrichello kamen auf den restlichen Punkterängen ins Ziel. Bertrand Gachot beendete auch das siebte Saisonrennen nicht.
In der Fahrerwertung konnte Schumacher seine Führung vor Hill weiter ausbauen. Alesi war weiterhin Dritter. In der Konstrukteurswertung übernahm Benetton-Renault die Führung vor Ferrari und Williams-Renault.

## Meldeliste
| Team                        | Nr. | Fahrer                   | Chassis         | Motor                 | Reifen |
| --------------------------- | --- | ------------------------ | --------------- | --------------------- | ------ |
| Mild Seven Benetton Renault | 01  | Michael Schumacher       | Benetton B195   | Renault 3.0 V10       | G      |
| Mild Seven Benetton Renault | 02  | Johnny Herbert           | Benetton B195   | Renault 3.0 V10       | G      |
| Nokia Tyrrell Yamaha        | 03  | Ukyō Katayama            | Tyrrell 023     | Yamaha 3.0 V10        | G      |
| Nokia Tyrrell Yamaha        | 04  | Mika Salo                | Tyrrell 023     | Yamaha 3.0 V10        | G      |
| Rothmans Williams Renault   | 05  | Damon Hill               | Williams FW17   | Renault 3.0 V10       | G      |
| Rothmans Williams Renault   | 06  | David Coulthard          | Williams FW17   | Renault 3.0 V10       | G      |
| Marlboro McLaren Mercedes   | 07  | Mark Blundell            | McLaren MP4/10B | Mercedes-Benz 3.0 V10 | G      |
| Marlboro McLaren Mercedes   | 08  | Mika Häkkinen            | McLaren MP4/10B | Mercedes-Benz 3.0 V10 | G      |
| Footwork Hart               | 09  | Gianni Morbidelli        | Footwork FA16   | Hart 3.0 V8           | G      |
| Footwork Hart               | 10  | Taki Inoue               | Footwork FA16   | Hart 3.0 V8           | G      |
| Total Jordan Peugeot        | 14  | Rubens Barrichello       | Jordan 195      | Peugeot 3.0 V10       | G      |
| Total Jordan Peugeot        | 15  | Eddie Irvine             | Jordan 195      | Peugeot 3.0 V10       | G      |
| Pacific Grand Prix Ltd      | 16  | Bertrand Gachot          | Pacific PR02    | Ford ED 3.0 V8        | G      |
| Pacific Grand Prix Ltd      | 17  | Andrea Montermini        | Pacific PR02    | Ford ED 3.0 V8        | G      |
| Parmalat Forti Ford         | 21  | Pedro Diniz              | Forti FG01      | Ford ED 3.0 V8        | G      |
| Parmalat Forti Ford         | 22  | Roberto Moreno           | Forti FG01      | Ford ED 3.0 V8        | G      |
| Minardi Scuderia Italia     | 23  | Pierluigi Martini        | Minardi M195    | Ford EDM 3.0 V8       | G      |
| Minardi Scuderia Italia     | 24  | Luca Badoer              | Minardi M195    | Ford EDM 3.0 V8       | G      |
| Ligier Gitanes Blondes      | 25  | Martin Brundle           | Ligier JS41     | Mugen-Honda 3.0 V10   | G      |
| Ligier Gitanes Blondes      | 26  | Olivier Panis            | Ligier JS41     | Mugen-Honda 3.0 V10   | G      |
| Scuderia Ferrari SpA        | 27  | Jean Alesi               | Ferrari 412T2   | Ferrari 3.0 V12       | G      |
| Scuderia Ferrari SpA        | 28  | Gerhard Berger           | Ferrari 412T2   | Ferrari 3.0 V12       | G      |
| Red Bull Sauber Ford        | 29  | Jean-Christophe Boullion | Sauber C14      | Ford Zetec-R 3.0 V8   | G      |
| Red Bull Sauber Ford        | 30  | Heinz-Harald Frentzen    | Sauber C14      | Ford Zetec-R 3.0 V8   | G      |

## Klassifikationen

### Qualifying
| Pos. | Fahrer                   | Konstrukteur       | Q1         | Q2       | Start |
| ---- | ------------------------ | ------------------ | ---------- | -------- | ----- |
| 01   | Damon Hill               | Williams-Renault   | 1:18,556   | 1:17,225 | 01    |
| 02   | Michael Schumacher       | Benetton-Renault   | 1:18,893   | 1:17,512 | 02    |
| 03   | David Coulthard          | Williams-Renault   | 1:18,585   | 1:17,925 | 03    |
| 04   | Jean Alesi               | Ferrari            | 1:19,254   | 1:18,761 | 04    |
| 05   | Rubens Barrichello       | Jordan-Peugeot     | 1:19,763   | 1:18,810 | 05    |
| 06   | Olivier Panis            | Ligier-Mugen-Honda | 1:19,466   | 1:19,047 | 06    |
| 07   | Gerhard Berger           | Ferrari            | 1:19,051   | 1:19,295 | 07    |
| 08   | Mika Häkkinen            | McLaren-Mercedes   | 1:20,218   | 1:19,238 | 08    |
| 09   | Martin Brundle           | Ligier-Mugen-Honda | 1:19,384   | 1:19,524 | 09    |
| 10   | Johnny Herbert           | Benetton-Renault   | 1:19,555   | 1:20,000 | 10    |
| 11   | Eddie Irvine             | Jordan-Peugeot     | 1:20,713   | 1:19,845 | 11    |
| 12   | Heinz-Harald Frentzen    | Sauber-Ford        | 1:21,111   | 1:20,309 | 12    |
| 13   | Mark Blundell            | McLaren-Mercedes   | 1:20,804   | 1:20,527 | 13    |
| 14   | Mika Salo                | Tyrrell-Yamaha     | 1:21,921   | 1:20,796 | 14    |
| 15   | Jean-Christophe Boullion | Sauber-Ford        | 1:22,382   | 1:20,943 | 15    |
| 16   | Gianni Morbidelli        | Footwork-Hart      | 1:21,756   | 1:21,076 | 16    |
| 17   | Luca Badoer              | Minardi-Ford       | keine Zeit | 1:21,323 | 17    |
| 18   | Taki Inoue               | Footwork-Hart      | 1:23,355   | 1:21,894 | 18    |
| 19   | Ukyō Katayama            | Tyrrell-Yamaha     | 1:22,959   | 1:21,930 | 19    |
| 20   | Pierluigi Martini        | Minardi-Ford       | keine Zeit | 1:22,104 | 20    |
| 21   | Andrea Montermini        | Pacific-Ford       | 1:24,172   | 1:23,466 | 21    |
| 22   | Bertrand Gachot          | Pacific-Ford       | 1:24,509   | 1:23,647 | 22    |
| 23   | Pedro Diniz              | Forti-Ford         | 1:25,787   | 1:24,184 | 23    |
| 24   | Roberto Moreno           | Forti-Ford         | 1:26,445   | 1:24,865 | 24    |

### Rennen
| Pos. | Fahrer                   | Konstrukteur       | Runden | Stopps | Zeit        | Start | Schnellste Runde |
| ---- | ------------------------ | ------------------ | ------ | ------ | ----------- | ----- | ---------------- |
| 01   | Michael Schumacher       | Benetton-Renault   | 72     | 2      | 1:38:28,429 | 02    | 1:20,218 (51.)   |
| 02   | Damon Hill               | Williams-Renault   | 72     | 2      | + 31,309    | 01    | 1:20,635 (09.)   |
| 03   | David Coulthard          | Williams-Renault   | 72     | 2      | + 1:02,826  | 03    | 1:21,235 (71.)   |
| 04   | Martin Brundle           | Ligier-Mugen-Honda | 72     | 3      | + 1:03,293  | 09    | 1:21,005 (60.)   |
| 05   | Jean Alesi               | Ferrari            | 72     |        | + 1:17,869  | 04    | 1:21,360 (51.)   |
| 06   | Rubens Barrichello       | Jordan-Peugeot     | 71     |        | + 1 Runde   | 05    | 1:21,455 (08.)   |
| 07   | Mika Häkkinen            | McLaren-Mercedes   | 71     |        | + 1 Runde   | 08    | 1:22,058 (40.)   |
| 08   | Olivier Panis            | Ligier-Mugen-Honda | 71     |        | + 1 Runde   | 06    | 1:21,398 (07.)   |
| 09   | Eddie Irvine             | Jordan-Peugeot     | 71     |        | + 1 Runde   | 11    | 1:21,541 (54.)   |
| 10   | Heinz-Harald Frentzen    | Sauber-Ford        | 71     |        | + 1 Runde   | 12    | 1:22,688 (70.)   |
| 11   | Mark Blundell            | McLaren-Mercedes   | 70     |        | + 2 Runden  | 13    | 1:22,698 (45.)   |
| 12   | Gerhard Berger           | Ferrari            | 70     | 1      | + 2 Runden  | 07    | 1:21,782 (08.)   |
| 13   | Luca Badoer              | Minardi-Ford       | 69     |        | + 3 Runden  | 17    | 1:24,546 (30.)   |
| 14   | Gianni Morbidelli        | Footwork-Hart      | 69     |        | + 3 Runden  | 16    | 1:24,256 (35.)   |
| 15   | Mika Salo                | Tyrrell-Yamaha     | 69     | 1      | + 3 Runden  | 14    | 1:23,711 (50.)   |
| 16   | Roberto Moreno           | Forti-Ford         | 66     |        | + 6 Runden  | 24    | 1:26,748 (07.)   |
| –    | Andrea Montermini        | Pacific-Ford       | 62     | 1      | + 10 Runden | 21    | 1:24,812 (39.)   |
| –    | Jean-Christophe Boullion | Sauber-Ford        | 48     | 1      | DNF         | 15    | 1:22,866 (46.)   |
| –    | Bertrand Gachot          | Pacific-Ford       | 24     |        | DNF         | 22    | 1:26,158 (07.)   |
| –    | Pierluigi Martini        | Minardi-Ford       | 23     |        | DNF         | 20    | 1:24,354 (10.)   |
| –    | Johnny Herbert           | Benetton-Renault   | 2      |        | DNF         | 10    | 1:23,080 (02.)   |
| –    | Taki Inoue               | Footwork-Hart      | 0      | 0      | DNF         | 18    | –                |
| –    | Ukyō Katayama            | Tyrrell-Yamaha     | 0      | 0      | DNF         | 19    | –                |
| –    | Pedro Diniz              | Forti-Ford         | 0      | 0      | DNF         | 23    | –                |

## WM-Stände nach dem Rennen
Die ersten sechs Fahrer eines Rennens bekamen 10, 6, 4, 3, 2 und 1 Punkt(e).

### Fahrerwertung
| Pos. | Fahrer                | Konstrukteur       | Punkte |
| ---- | --------------------- | ------------------ | ------ |
| 01   | Michael Schumacher    | Benetton-Renault   | 46     |
| 02   | Damon Hill            | Williams-Renault   | 35     |
| 03   | Jean Alesi            | Ferrari            | 26     |
| 04   | Gerhard Berger        | Ferrari            | 17     |
| 05   | David Coulthard       | Williams-Renault   | 13     |
| 06   | Johnny Herbert        | Benetton-Renault   | 12     |
| 07   | Rubens Barrichello    | Jordan-Peugeot     | 7      |
| 08   | Eddie Irvine          | Jordan-Peugeot     | 6      |
| 09   | Mika Häkkinen         | McLaren-Mercedes   | 5      |
| 10   | Olivier Panis         | Ligier-Mugen-Honda | 4      |
| 11   | Heinz-Harald Frentzen | Sauber-Ford        | 4      |
| 12   | Martin Brundle        | Ligier-Mugen-Honda | 3      |
| 12   | Mark Blundell         | McLaren-Mercedes   | 3      |
| 14   | Gianni Morbidelli     | Footwork-Hart      | 1      |
| 15   | Mika Salo             | Tyrrell-Yamaha     | 0      |

| Pos. | Fahrer                   | Konstrukteur       | Punkte |
| ---- | ------------------------ | ------------------ | ------ |
| 16   | Pierluigi Martini        | Minardi-Ford       | 0      |
| 17   | Aguri Suzuki             | Ligier-Mugen-Honda | 0      |
| 18   | Luca Badoer              | Minardi-Ford       | 0      |
| 19   | Ukyō Katayama            | Tyrrell-Yamaha     | 0      |
| 20   | Jean-Christophe Boullion | Sauber-Ford        | 0      |
| 21   | Domenico Schiattarella   | Simtek-Ford        | 0      |
| 22   | Taki Inoue               | Footwork-Hart      | 0      |
| 23   | Andrea Montermini        | Pacific-Ford       | 0      |
| 24   | Pedro Diniz              | Forti-Ford         | 0      |
| 25   | Nigel Mansell            | McLaren-Mercedes   | 0      |
| 26   | Jos Verstappen           | Simtek-Ford        | 0      |
| 27   | Karl Wendlinger          | Sauber-Ford        | 0      |
| 28   | Roberto Moreno           | Forti-Ford         | 0      |
| –    | Bertrand Gachot          | Pacific-Ford       | 0      |

### Konstrukteurswertung
| Pos. | Konstrukteur       | Punkte |
| ---- | ------------------ | ------ |
| 01   | Benetton-Renault   | 48     |
| 02   | Ferrari            | 43     |
| 03   | Williams-Renault   | 42     |
| 04   | Jordan-Peugeot     | 13     |
| 05   | McLaren-Mercedes   | 8      |
| 06   | Ligier-Mugen-Honda | 7      |
| 07   | Sauber-Ford        | 4      |

| Pos. | Konstrukteur   | Punkte |
| ---- | -------------- | ------ |
| 08   | Footwork-Hart  | 1      |
| 09   | Tyrrell-Yamaha | 0      |
| 10   | Minardi-Ford   | 0      |
| 11   | Simtek-Ford    | 0      |
| 12   | Pacific-Ford   | 0      |
| 13   | Forti-Ford     | 0      |

Anmerkungen
1. 1 2  Benetton-Renault und Williams-Renault erhielten beim Großen Preis von Brasilien keine Konstrukteurspunkte (zehn bzw. sechs) wegen Verwendung nicht regelkonformen Treibstoffs.